# Unterweitersdorf
Unterweitersdorf – miejscowość i gmina w Austrii, w kraju związkowym Górna Austria, w powiecie Freistadt. Liczy 2 042 mieszkańców.